# Thomas Morris (Politiker, 1776)

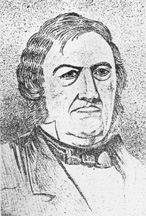
Thomas Morris

Thomas Morris (* 3. Januar 1776 im Berks County, Province of Pennsylvania; † 7. Dezember 1844 bei Bethel, Ohio) war ein US-amerikanischer Jurist und Politiker (Demokratische Partei), der den Bundesstaat Ohio im US-Senat vertrat.

## Leben
Schon früh zog die Familie aus Pennsylvania fort und ließ sich in Clarksburg im heutigen West Virginia nieder, wo der Junge sporadisch die öffentlichen Schulen besuchte. 1793 schloss er sich den Army Rangers an und wurde bei Kämpfen gegen aufständische Indianer eingesetzt. Zwei Jahre später zog er nach Columbia in Ohio, das später ein Teil von Cincinnati wurde, und arbeitete dort als Angestellter in einem Geschäft.
Ab 1800 lebte er schließlich in Bethel, wo er nach erfolgreichem Studium der Rechtswissenschaften und der Aufnahme in die Anwaltskammer im Jahr 1804 als Jurist zu praktizieren begann. Dort nahm er auch eine politische Laufbahn in Angriff. Als Vertreter des Clermont County gehörte er zwischen 1806 und 1821 insgesamt viermal für jeweils zweijährige Amtszeiten dem Repräsentantenhaus von Ohio an; auf fünf Legislaturperioden zu je zwei Jahren kam er zwischen 1813 und 1833 im Senat des Bundesstaates. Überdies war er von 1809 bis 1810 Richter am Supreme Court of Ohio.
Am 4. März 1833 zog Morris, der zu den Parteigängern von US-Präsident Andrew Jackson zählte, schließlich in den US-Senat in Washington, D.C. ein. Nach sechs Jahren, während der er unter anderem Vorsitzender des Committee on Engrossed Bills war, bewarb er sich nicht um die Wiederwahl. Er war in der Folge als Landwirt tätig und kehrte nur noch einmal kurzzeitig in die Politik zurück, als er 1844 erfolgloser Kandidat der kurzlebigen Liberty Party für das Amt des US-Vizepräsidenten war. Er und Präsidentschaftsbewerber James G. Birney kamen über 2,3 Prozent der Wählerstimmen nicht hinaus.
Thomas Morris starb noch im selben Jahr. Sein Sohn Jonathan wurde später Kongressabgeordneter für Ohio, dessen jüngerer Bruder Isaac saß für Illinois im Repräsentantenhaus.